# Chie Yoshizawa
Chie Yoshizawa (吉澤 智恵, Yoshizawa Chie) est une ancienne joueuse de volley-ball japonaise née le 9 juillet 1983 à Arakawa. Elle mesure 1,73 m et jouait réceptionneuse-attaquante. Elle a totalisé 16 sélections en équipe du Japon.

## Clubs
| Club                   | De        | À         |
| ---------------------- | --------- | --------- |
| Takefuji Bamboo        | 2002-2003 | 2008-2009 |
| Club Voleibol Tenerife | 2009-2010 | 2009-2010 |
| JT Marvelous           | 2010-2011 | 2012-2013 |

## Palmarès
- V Première Ligue
  - Vainqueur : 2011.
- Tournoi de Kurowashiki
  - Vainqueur : 2011, 2012.